# Burg Hasegg

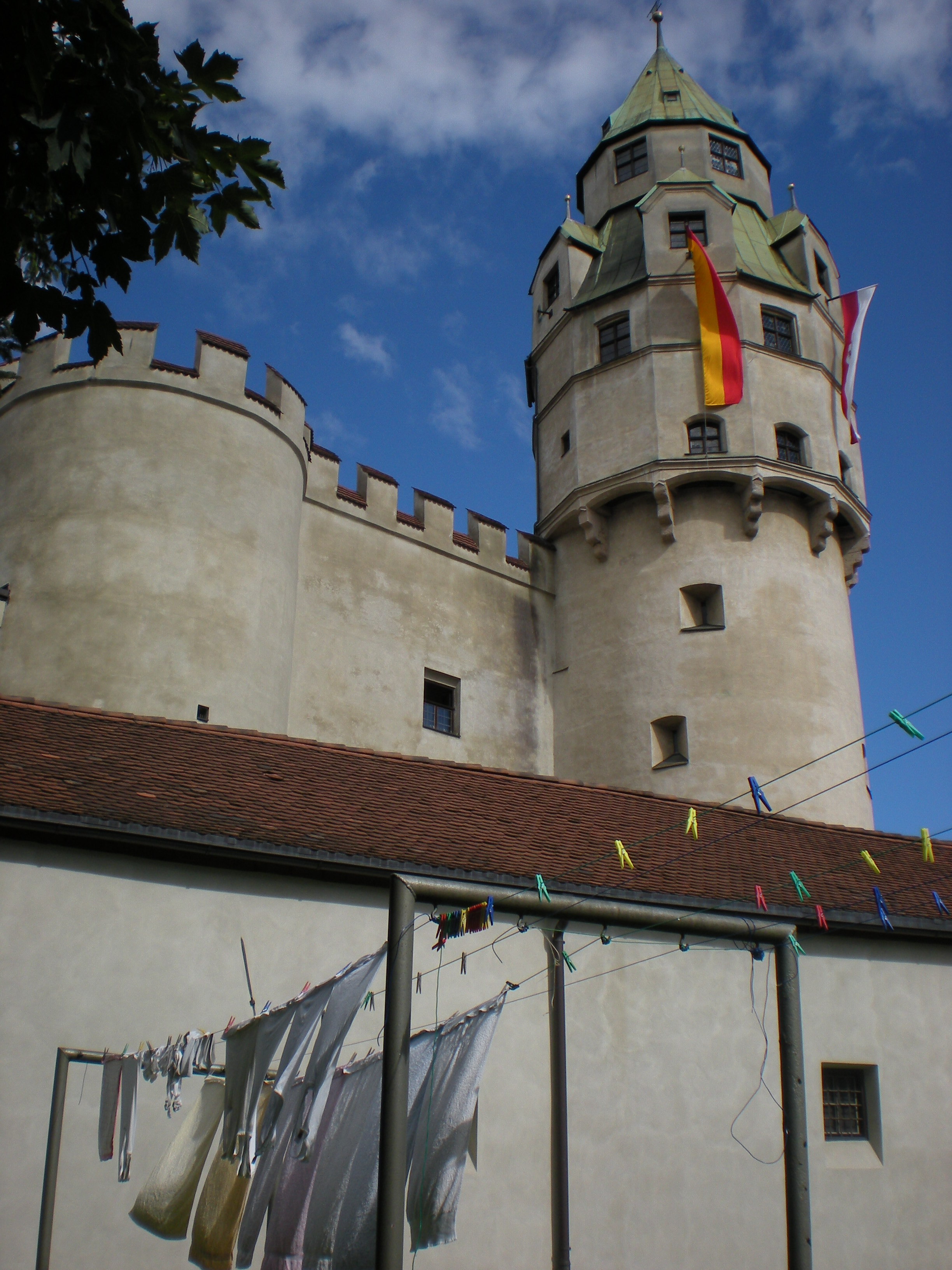
Münzerturm

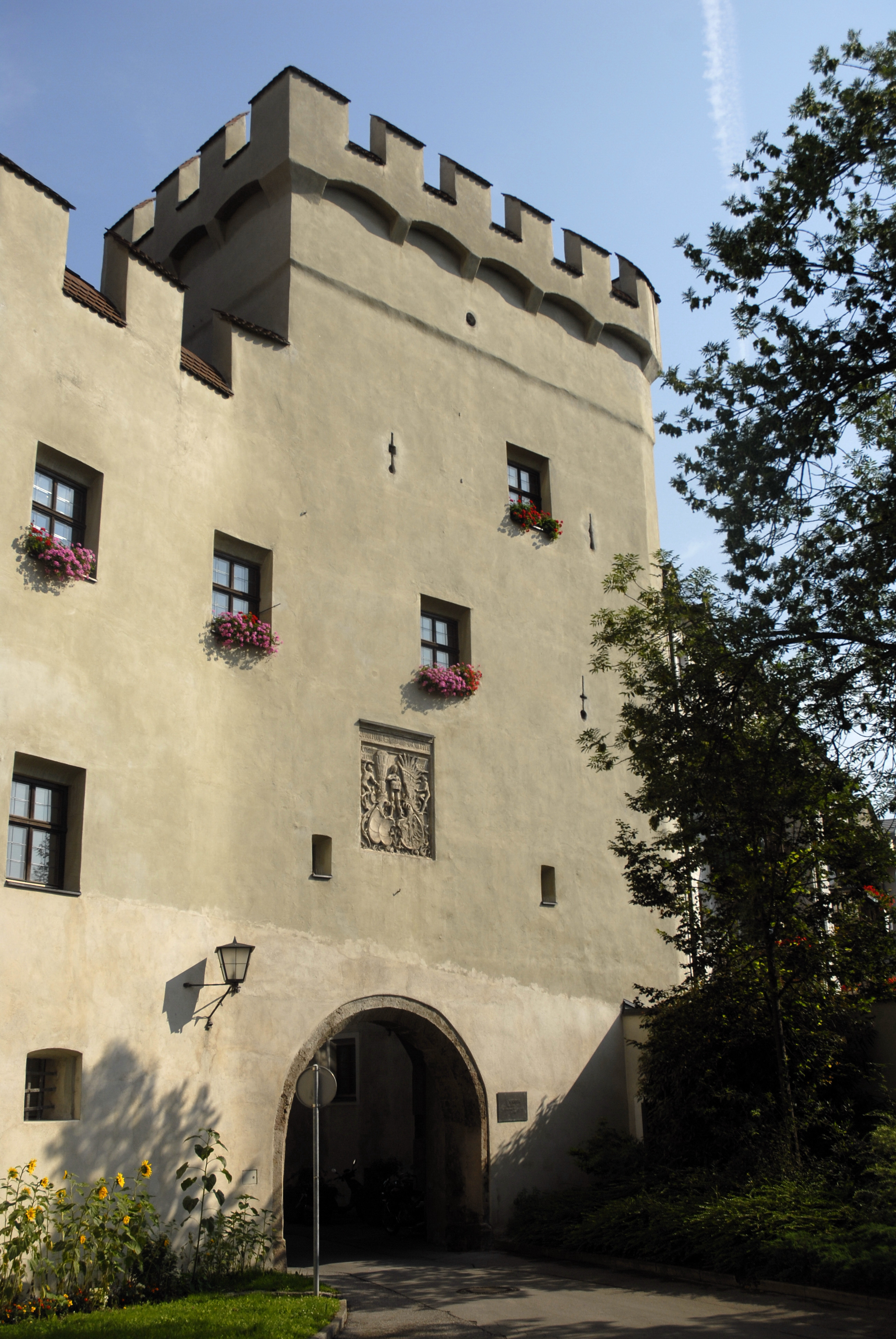
Münzertor

Die Burg Hasegg befindet sich in der Stadt Hall in Tirol im Bezirk Innsbruck-Land von Tirol (Burg Hasegg 1–6).

## Geschichte der Burg
Ursprünglich war die Burg ein vorspringendes Eckbauwerk der Stadtbefestigung von Hall. In der Saline von Hall wurde damals in vier Sudpfannen die im Halltal gewonnene Sole zu Salz verarbeitet. Dazu mussten riesige Mengen an Holz verbrannt werden. Entsprechend groß war die Gefahr, dass ein Feuer ausbrach. Um eine solche Gefahr frühzeitig zu erkennen, wurde im 13. Jahrhundert an der Südwestecke der Saline ein Wachtturm errichtet, der 1296 als turris in salina (zu deutsch Turm bei der Saline) urkundlich erwähnt wird. Der Name der Burg Hasegg (Haus am Eck) leitet sich von diesem Pfannhaus-Eck ab. Die Burg selbst wurde erstmals im Jahr 1306 erwähnt. Zweck der Burg war der Schutz der Sudanlage, des Schiffsverkehrs, des Flussübergangs über den Inn und die Überwachung der alten Römerstraße.
Der Landesherr Friedrich mit der leeren Tasche hatte 1406 seine Stadtresidenz, das sogenannte Königshaus, der Stadt als Rathaus geschenkt; deshalb verfügten die Tiroler Habsburger nicht mehr über ein standesgemäßes Quartier in Hall. So begann sein Nachfolger, Erzherzog Sigismund der Münzreiche 1446 und dann 1480 mit dem Ausbau des südlichen Teiles des Salinengeländes zu einem Fürstensitz. 1480 wurden das Münzertor und der mächtige Münzerturm, der den alten, niedrigeren Wachturm ersetzte, errichtet. 1490 wurde das Hasegger Tor durch eine Bastei verstärkt. Ein Wappenstein von Erzherzog Sigismund erinnert daran. Zudem wurde das erste Mal eine maschinelle Münzprägung durch Walzenprägung vorgenommen. Der jeweilige Münzmeister war zugleich Pfleger von Hasegg.
Auf dieser Burg hat angeblich der Nachfolger von Erzherzog Sigismund, der römisch-deutsche König Maximilian I., 1494 seine Hochzeit in zweiter Ehe mit Bianca Maria Sforza gefeiert (vermutlich ist die Hochzeit aber in Innsbruck gefeiert worden, zumindest erfolgte aber das Beilager in Hasegg). Maximilian setzte 1515 auch die Bautätigkeit fort; unter ihm wurde der hölzerne Osttrakt als Steinbau aufgeführt und eine Kapelle zu Ehren des Hl. Georg eingerichtet. Als Baumeister dienten der Steinmetz Niklas Thüring der Ältere, der Erbauer des Goldenen Dachls in Innsbruck, und sein Sohn Gregor. Nach dem Tode Maximilians wurden die großen Säle vorübergehend als Getreidesilos verwendet. Hölzerne Zwischenböden zur Steigerung der Lagerkapazität wurden dazu eingebaut. Unter Erzherzog Ferdinand II. wurden 1567 im Westen der Zwingermauer die Werkstätten der Münzstätte errichtet; diese musste wegen der Errichtung des königlichen Damenstiftes aus dem Ansitz Sparberegg aussiedeln. Die Burg Hasegg wurde danach teilweise als Wohnung für Münzbeamte verwendet und im Hof ein Münzkontor errichtet. Die vorhandenen Fürstenzimmer wurden immer wieder für die Besuche des Landesfürsten bzw. anderer Gäste verwendet. Das Erdbeben von 1670 führte dazu, dass der nördlich des Münzerturms stehende, kleinere Turm bis auf seine heutige Höhe abgetragen werden musste. 1809 wurde im Zuge der Tiroler Freiheitskämpfe die Münzstätte von den Bayern eingestellt. Die ehemaligen Werkstätten dienten dann als Vorratsräume und die Räumlichkeiten der Burg wurden zu Wohnungen für Salinenbedienstete umgebaut.

### Georgskapelle
Diese Kapelle wurde im Zuge des Umbaus von 1515 bis 1617 durch Kaiser Maximilian I. in Auftrag gegeben. Sie verfügt über ein einmaliges Raumkonzept: Die eigentliche Kapelle, welche dem Kaiser und seinem engsten Gefolge einen intimen Rahmen bieten sollte, wurde in einen wesentlich größeren Saal gestellt. Zugleich wurden die Seitenwände so durchbrochen, dass auch ein größeres Gefolge außerhalb des eigentlichen Kapellenraumes der Heiligen Messe beiwohnen konnte. An der Decke befindet sich eine heute noch vorhandene Öffnung, die es dem Kaiser ermöglichte, von seinen oberhalb der Kapelle liegenden Privatgemächern, die Messe zu verfolgen. Die Apsis ragt als zierlicher Erker in die Münzergasse hinaus. Damit wurde die Forderung erfüllt, dass niemand über dem Altarsakrament wohnen dürfe.
Die Kapelle verfügt über ein Netzrippengewölbe, das von sieben Wappen haltenden Engelsbüsten getragen wird; dargestellt sind die Wappen von Tirol, Kärnten, Burgund, des Heiligen Römischen Reiches, die Wappen von Österreich, Steiermark und Krain. Neben dem Altar befindet sich die Sakristeinische für die Messgeräte. Die Türe besteht aus Eisenplatten und ist mit den Symbolen des Ordens vom Goldenen Vließ, nämlich den Feuereisen, dem Andreaskreuz und dem Kaiseradler, bemalt. Das gotische Eingangsportal aus rotem Marmor erhielt um 1740 Türflügel sowie ein Rokoko-Lünettengitter mit dem Reichsadler. Die Kapelle ist mit reicher Rankenmalerei und spitzbogigen Maßwerkfenstern ausgestaltet. Der Rokokoaltar mit der Statue des Hl. Georg in der Mitte und dem Hl. Sebastian und dem Hl. Florian an den Seiten ist erst im 19. Jahrhundert in die Kapelle gekommen.
Von 1567 bis zur Profanierung unter Kaiser Josef II. im Jahre 1787 hielten die Münzbeamten hier ihre jährlichen Jahrtage ab. Seit 1975 werden hier wieder Messen gelesen. Die Kapelle steht auch für Hochzeiten zur Verfügung.

### Münzerturm
Der Münzerturm wurde unter Erzherzog Sigmund erbaut; eine Kapsel, die anlässlich der Fertigstellung im Turmknauf hinterlegt wurde, trägt die Jahreszahl 1490. Um 1500 wurde der Münzerturm über den Kragsteinen erhöht, so dass das heutige, charakteristische Erscheinungsbild entstand.
Der Turm ist 45 m hoch, 204 Stufen führen zur Turmspitze. Die Form des Turmes ist ungewöhnlich: Er besitzt einen runden, fünfgeschoßigen Unterbau aus Bruchsteinmauerwerk mit einem Durchmesser von ca. 10 Metern. Darauf ruht ein dreigeschoßiges Zwölfeck, das von einer zwölfeckigen Laterne gekrönt wird. Die fünf Geschoße des runden Unterbaues sind durch eine Wendeltreppe erschlossen. Der Turm diente in erster Linie als Wachturm für die Saline. Hier versahen ständig drei bis vier Turmwächter ihren Dienst. Zwei an der Außenfassade entdeckte barocke Sonnenuhren sowie eine mechanische Uhr weisen auf die Funktion als Uhrturm vor allem für die Salinenarbeiter hin. In dem Turm befindet sich der anlässlich der Fußball-Europameisterschaft 2008 geprägte, größte Silbertaler der Welt. Dieser sogenannte Europataler hat einen Durchmesser von 36 cm und ein Gewicht von über 20 kg. Auf einer österreichischen Zehn-Schilling-Note von 1946 ist der Münzerturm dargestellt. Der Münzerturm wurde 2005 restauriert und ist heute das Wahrzeichen der Stadt Hall.

## Burg Hasegg heute

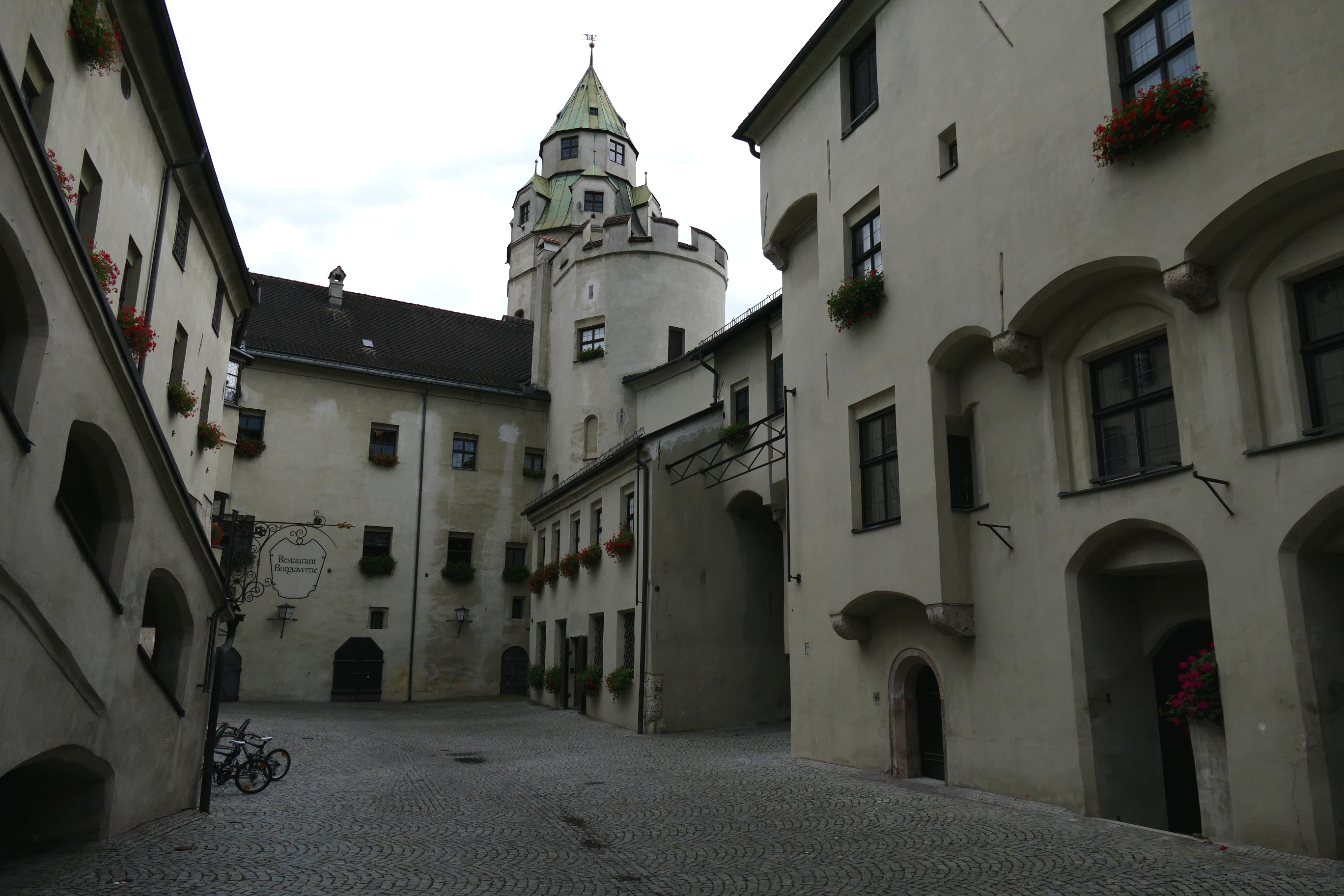
Innenhof

Bei einem Umbau einer der in der Burg untergebrachten Wohnungen wurde 1974 das Fürstenzimmer mit einer mächtigen gotischen Balkendecke wiederentdeckt, dies war Anstoß zur Generalsanierung der Burg. An der Ostwand des Fürstenzimmers findet sich eine ursprünglich durch eine Türe vom Raum getrennte WC-Anlage aus dem 15. Jahrhundert.
In der Burg sind das Stadtmuseum von Hall und das Museum Münze Hall untergebracht. 1975 wurde die Münze Hall als Museum „Alte Münze“ wieder eröffnet und produzierte zum Anlass der Olympischen Winterspiele 1976 in Innsbruck eine 100-Schilling-Gedenkmünze. Nach der Renovierung von 2003 wurde das bestehende Museum in „Münze Hall“ umbenannt, hier werden u. a. Schauprägungen, aber auch Sonder- und Auftragsprägungen für Firmen angeboten. In dem Museum befindet sich auch ein Nachbau der ersten Münzprägemaschine, die im Mittelalter als technische Sensation galt und mit der täglich rund 4000 Münzen geprägt werden konnten.
Eine Galerie wurde in den Gewölben des ehemaligen Zeughauses der Saline eingerichtet. Diese ist in den mit einem gotischen Netzgradgewölbe ausgestatteten Kellergewölben untergebracht. Ursprünglich dienten diese als Zeughaus der Saline. Hier wurden die Waffen zur Verteidigung der Saline aufbewahrt (Hellebarden bis hin zu kleineren Geschützen). An den Deckengewölben befinden sich noch große Eisenhaken, an denen Ledersäcke aufgehängt waren. In diesen wurden Schießpulver und andere Utensilien aufbewahrt, die vor Nässe und dem Zugriff von Mäusen und Ratten geschützt werden mussten. Später wurden die Kellergewölbe als Lagerräume für die Münzstätte und nach deren Auflösung 1809 für Wohnparteien genutzt.
Ferner finden sich in der Burg ein Gastronomiebetrieb sowie weitere Veranstaltungsräumlichkeiten.
Die Gebäude der Burg stehen im Eigentum der Österreichischen Salinen AG. Sie wurden aber für 99 Jahre an die Stadtgemeinde Hall verpachtet. Der seit dem Mittelalter bestehende Salinenbetrieb wurde von Generaldirektion der österreichischen Salinen mit 5. August 1967 eingestellt.
Bei archäologischen Grabungen nach einem Wasserrohrbruch in der Burg wurden Artefakte entdeckt, bei denen es sich um Überreste der Antriebsanlage einer Walzenprägemaschine aus dem 16. Jahrhundert handeln könnte.